# 今次ノ戦争ニ際シ召集中ノ者ノ選挙権及被選挙権等ニ関スル法律
今次ノ戦争ニ際シ召集中ノ者ノ選挙権及被選挙権等ニ関スル法律（こんじのせんそうにさいししょうしゅうちゅうのもののせんきよけんおよひひせんきょけんにかんするほうりつ、旧字体：今次󠄁ノ戰爭ニ際シ召集中ノ者󠄁ノ選󠄁擧權及󠄁被選󠄁擧權等ニ關スル法律、昭和13年3月28日法律第31号）は、支那事変（日中戦争）発生後の1938年（昭和13年）に、衆議院議員や地方議員の召集中の議員資格や選挙の特例を定めた法律。

## 概要
衆議院議員又は地方議員の選挙を行う場合に、戦争に際し召集されたために選挙人名簿に登録されなかった者で召集を解除された者がある時は、名簿調整義務者は臨時にその選挙人名簿を調整するものとすること、及び地方議会議員で戦争に際し召集中であることによりその職を失った者が召集を解除された時は復職することとし、そのため議員定数を超えることになる場合は、その議員の在職中の議員数を議員定数とし、欠員が生じたときは、本来の議員定数までその数を減少することを内容としていた。
1938年（昭和13年）5月に「支那事変ニ際シ召集中ノ者ノ選挙権及被選挙権等ニ関スル法律」として制定された。1941年（昭和16年）12月に大東亜戦争（太平洋戦争）が開始され、支那事変が同戦争に包括されたことで1942年（昭和17年）2月には法律名が「大東亜戦争ニ際シ召集中ノ者ノ選挙権及被選挙権等ニ関スル法律」と改正された。1943年（昭和18年）には地方議員が戦争に際し召集中であることによりその職を失う場合に地方議会の決定を要しないこととし、この者に絡んで繰り上げ当選及び補欠選挙は行わないこととし、議員の現在定数が議員定数の3分の2未満になった時に繰り上げ当選や補欠選挙を行う旨の法改正がされた。
終戦後の1945年（昭和20年）12月には、復員現役軍人及び帰還在外邦人について臨時に選挙人名簿を調整することとして選挙権を行使できる旨の法改正がされた。また、連合国軍最高司令官総司令部 (GHQ/SCAP) が「大東亜戦争」の語の使用を禁止したため、1946年（昭和21年）3月には法律名が「今次ノ戦争ニ際シ召集中ノ者ノ選挙権及被選挙権等ニ関スル法律」と改正された。
1947年（昭和22年）1月に法律が廃止された。